# シリンダー
シリンダー (Cylinder) とは、英語で「円筒」を意味する単語である。
「シリンダー」と呼称されるものにはいくつかの種類があるが、本項では主にレシプロエンジンの構成部品の一つについて既述する。

## 概要

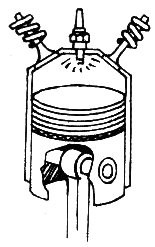
レシプロエンジンのシリンダーの断面を示したイラスト。ピストン、コネクティングロッド、ポペットバルブ、点火プラグも描かれている。

cylinderはギリシャ語の「転がる」が語源で、「円筒」の意味から転じて、気体や液体などの流体を内部に納める筒状の部品を指す。流体を移動、あるいは流体によって作用されるためにピストンを対に持つことが多い。なお注射筒（syringe、シリンジ）はギリシャ語「パイプ」が語源であり別の単語である。
「シリンダー」と呼ばれるものには以下のものがある。
- 管楽器の部品。
- 錠の一種。ピンタンブラー錠などシリンダー構造を持つ鍵の総称としてシリンダー錠と呼ぶ。
- 回転式拳銃の弾丸を収める回転輪胴。
- ハードディスクの記憶単位の一つ。一般に「シリンダ」と呼ばれる。
- 油圧又は空気圧・水圧及び電動によって伸縮駆動する「アクチュエータ」の構成部品の一つ。それらを総称して「動力シリンダー」とも呼称される。
- 高圧ガス、液化ガス等を充填して持ち運ぶための耐圧容器。日本語では「ボンベ」と呼ばれることが一般的である[注釈 1]。
- 熱機関の一種であるレシプロエンジンにおけるピストンを収容する金属製の筒。日本語では「気筒」と呼称される。

## エンジンにおけるシリンダー
初期のエンジンにおけるシリンダーはエンジンにおいて最大の部品だった。ピストンがもたらす摩擦を如何に軽減するかについて様々な実験が行われた。蒸気エンジンでは発生する水分が減摩材として作用するため、潤滑機構は無いか、あっても簡単なものであった。

### 外燃機関

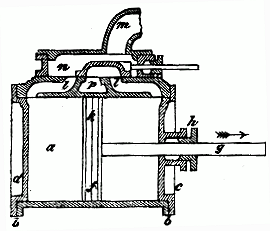
蒸気機関のシリンダー

レシプロ式外燃機関のシリンダーは、燃焼室が無いため両端で対称的な構造をもつ。作動流体が膨張する際に熱エネルギーが運動エネルギーへと変換され、ピストンに伝達される。シリンダー内側は滑らかな場合が多く、ピストンにはガスケットが取り付けられ、ピストン両側の二つの部屋を分離密閉している。ピストンの運動は直線の往復運動の形で取り出され、外部のクランクによって回転エネルギーに変換している。ピストンによって区切られたシリンダー内の2つの部屋では、付属するスライドバルブによって吸気と排気が切り替えられ、一往復で2回運動エネルギーを取り出すことができる。この仕組みは主に蒸気機関に用いられた。スターリングエンジンのようにシリンダーが熱交換器として作用するものもある。
シリンダー内部には排出しきれなかった蒸気が凝縮水として溜まり、シリンダーの有効容積が小さくなって行くため、シリンダー下側にはドレイン弁が設けられる。

### 内燃機関

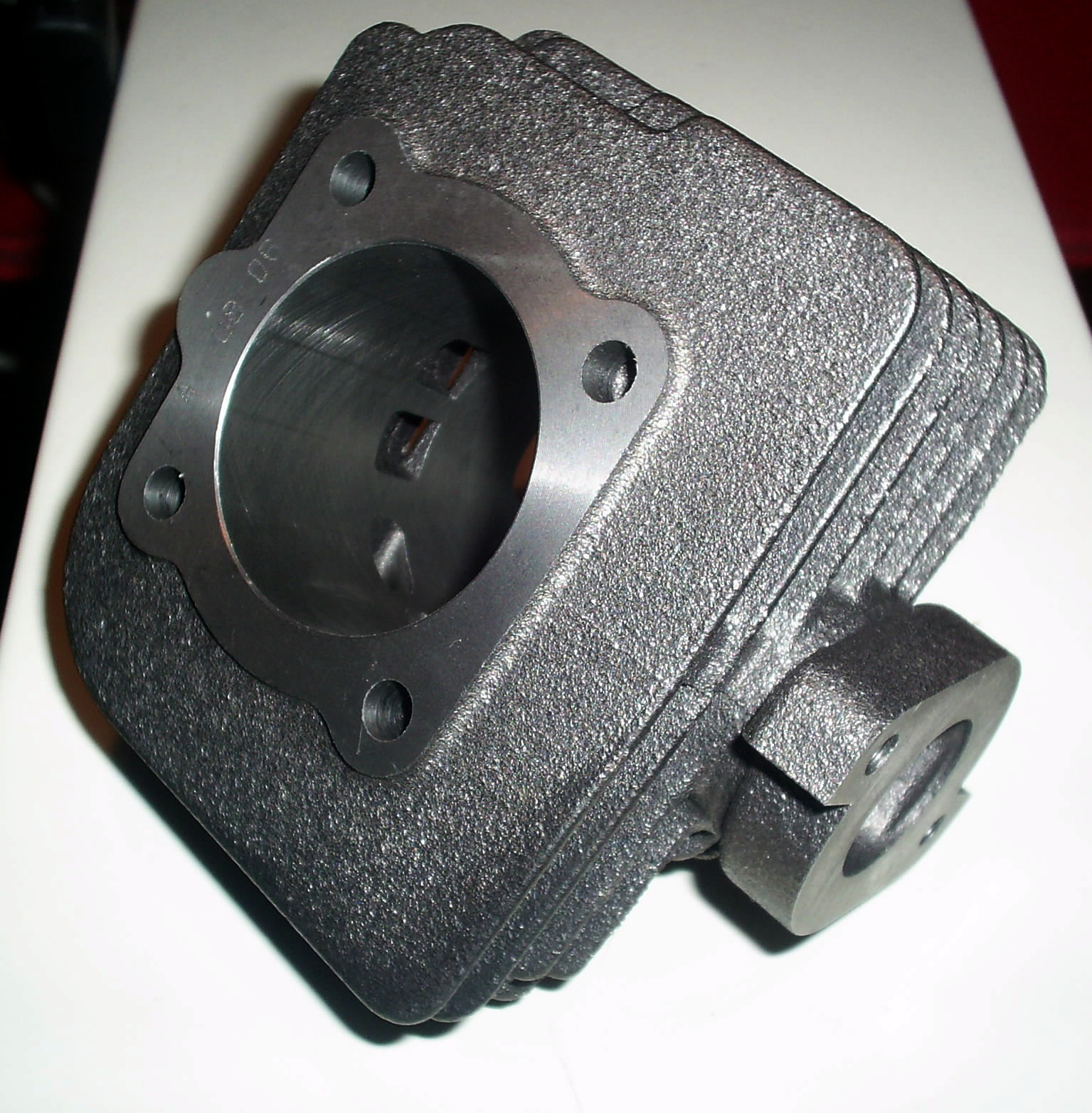
マロッシ社製空冷2ストロークスクーターエンジンのシリンダー。オートバイや航空用の空冷エンジンではこのようにシリンダー自体が単体の部品として製造される事が多い。

自動車用水冷4ストロークエンジンのシリンダー。自動車用エンジンではシリンダーとクランクケースが一体鋳造されたシリンダーブロックとして製造されることが一般的である。

レシプロ式内燃機関のシリンダーはレシプロ式外燃機関の機能を踏襲しており、基本的な構造や役目は外燃機関と似ているが、より複雑になった。
水冷エンジンにおいては外壁または二重構造による中空部でウオータージャケットを形成して冷却を行う。ピストンと共にエンジンの中枢部を構成する。
一端はピストントップ（冠面）・シリンダーヘッドと共に燃焼室を形成し、その密閉された容積により吸気（混合気または空気）を圧縮する。直噴式を除くガソリンエンジンでは、圧縮された混合気に電気火花で点火して爆発燃焼させる。一方、ディーゼルエンジンは圧縮された空気に燃料を高圧で噴射して自己着火させ、拡散燃焼を行う。燃焼して生じた燃焼ガスが持つ熱エネルギーによる膨張をピストンで受け運動エネルギーに変換する。燃焼室の反対側はピストンの運動をコネクティングロッド（コンロッド）・クランクシャフトにより回転エネルギーとして取り出すための開口部となる。ここには複数の軸受で支持されたクランクシャフトが組み込まれている。
2ストロークガソリンエンジンではシリンダー壁に開けられた複数の穴（インテークポートとエキゾーストポート）により掃気が行われる。
2ストロークディーゼルエンジンには1つのシリンダーに1つのピストンのものと1つのシリンダーに2つのピストンを持つ対向ピストン式がある。
1ピストンのものは、シリンダー壁面の低い位置に複数の掃気ポート（インテークポート）がシリンダーを一周する形で配置される。一方、排気はポペットバルブを持つ頭上弁方式で、マルチバルブの場合もその全てが排気弁である。さらに、掃気と新気の充填を効率的に行うための過給機が組み合わされている。このレイアウトにより掃気の流れがシリンダー下方から上方への一方向となるため、ユニフロー掃気ディーゼルエンジンと呼ばれる。
2ピストンのものはシリンダーヘッドを持たず、燃料噴射ノズル（インジェクター）もシリンダー壁面に取り付けられており、2つのピストン冠面とシリンダー内壁に囲まれた範囲が燃焼室となる。吸排気は全て壁面のポートで行い、二つのピストンの位相差を利用して掃気が行われる。
シリンダー内壁とピストンとの間には潤滑油が膜（油膜）を作るわずかな隙間（オイルクリアランス、油隙間）があり、クランク側から供給される潤滑油を適度に保持してピストンが滑らかに動くよう、シリンダー内壁にはホーニング加工が施されている。ピストンには複数のピストンリングが取り付けられて気密を保ち、オイルリングでシリンダー壁面の油膜を最適に保つ。
これらエンジンのシリンダーはかつては単体の部品で、スリーブやライナーと呼ばれる鋳鉄製の筒が一般的であった。特に空冷エンジンにおいてはシリンダーの外側に複雑なデザインの空冷フィンを形成する関係上、フィンの製造のしやすさと、何らかの理由によりフィンが欠けた場合に容易に新品に取り替えることが出来るように、クランクケースとシリンダーが分離された構造のものが主流であった。この構造は現在でもオートバイのエンジンにおいては主流であり続けている。
一方、自動車においては、摺動部の耐磨耗性の観点からシリンダーライナーを導入しシリンダージャケットに圧入もしくは鋳造時に鋳込んで用い、シリンダーをクランクケースと共に一体鋳造としたシリンダーブロック方式が普及した。この構造はシリンダー部単体での交換の必要性が低い水冷エンジンの普及と共に発達し、シリンダーとクランクケースが一体化されることでエンジン全体の強度が増し、一部の用途（F1などのモータースポーツ）においては、シリンダーブロック自体をシャシの構造材の一部として用いることも出来るようになった。
エンジンにも一層の小型軽量化が要求されるようになると、シリンダーブロックの材質をアルミ合金とし、ライナーを挿入しない方式の「ライナーレスエンジン」が主流となる。この方式はライナーが無いため、ボアピッチを詰めてシリンダーどうしの間隔をより接近させることができる。一方でなんらかの方法で鋳鉄ライナーに匹敵する耐摩耗性を確保する必要があり、一般的にはシリンダー内壁にニッケルシリコン合金（商標Nikasil：ニカシル/ニカジル）に代表される金属酸化物添加合金をめっき（溶射、線爆溶射)する。1967年にNSU・Ro80で使用され、ポルシェが1970年にレースカー（ポルシェ・917）に採用したのをはじめ、主にハイエンド仕様や競技専用車や小型車、オートバイを中心に普及した。ライナーレス仕様は軽量で放熱性に優れ、ピストンリングとの親和性が高いのが特徴。また、ピストンとシリンダーを同じアルミ合金で作ることができるため、熱膨張してもオイルクリアランス（油隙間）が保たれ、エンジン出力や燃費の向上に寄与する。溶射部分の耐久性は鋳鉄と同等以上であり、表面にほどこされたホーニング加工をエンジン寿命の終期まで保ち続ける。一方、量産性と溶射加工時のスループットが長いことから加工コストは高くなる。
部品点数の削減と剛性の向上を図るため、クランクアッパーケースとシリンダーブロックを一体鋳造したエンジンもあり、3ピースエンジンなどと呼ばれる。
ヤマハ発動機はライナーレス方式を発展させ、シリンダーブロック全体をアルミニウム・シリコン合金（シルミン）でつくり、めっきさえも不要としたDiASil（ダイアジル）シリンダーを開発した。この方式によればメッキ方式に見られるスループットの問題は改善されるが、硬度が高く鋳造後の機械加工が困難となるのが欠点である。
大型船舶用エンジンはシリンダーボアが巨大であり、大量の空気を充填し、極めて大きなピストンストロークで、毎分数十回転という超低回転で効率的に大きなトルクを獲得できるような設計で、蒸気機関で用いられていたような「クロスヘッド」を用いるなどの工夫がなされている。

### シリンダー数
エンジンは普通、気筒（シリンダー）の数で、シリンダー1つが「単気筒」、以降2気筒、3気筒と分類され、さらに2気筒以上のエンジンでは、シリンダー（シリンダーバンク）の配置次第で直列または対向ピストン型、V型または水平対向、W型、X型またはH型、星型などと分類される。
一般的に、同じ配置方法であれば、シリンダー数が少ないほど部品点数が少なくなって設計・製造コストが下がりメンテナンスも簡単になるメリットがあるが、一次振動や二次振動などをシリンダーの工夫で押さえ込みにくい。また1つのシリンダーをあまり大きくすると強度、振動、燃焼効率などに影響があり、火花点火エンジンでは火炎伝播速度の限界で高回転化もできないため、大型化にも限度があり、すなわち高出力エンジンを作ることが難しくなる。
逆にシリンダー数が多くなると燃焼間隔が密になり、エンジンの回転が滑らかになる。シリンダー1つあたりの容積が同じでもシリンダー数が増えることで排気量が大きくなり、大トルク・高出力のエンジンを作ることができる。反面、寸法、重量、部品点数の増加を招いて高コスト化し、エンジン内部の摩擦損失が増え、メンテナンスにも手間がかかるようになる。また、同じ排気量の場合、シリンダー数が多くなると上記の摩擦損失に加え、シリンダー内部の表面積も増えるため、熱効率が低くなる。
シリンダー数は、一般的に、エンジンのタイプ（ガソリンエンジンなのかディーゼルエンジンなのか、2ストロークなのか4ストロークなのか）エンジンが搭載されるもの（船舶なのか航空機なのか発電機なのか、軍用か民生用かなど）、排気量、求められる出力などによって決まる。小型発電機であれば単気筒や2気筒、オートバイは単気筒から6気筒、自動車は昔の軽自動車（360 cc時代）は2気筒、現在の軽自動車は3気筒が主流で、普通自動車は2気筒から8気筒が主流（大型自動車は6気筒から12気筒、高級車やスーパーカーでは10気筒、12気筒、16気筒など）、鉄道車両は2気筒から16気筒程度（中には18気筒36ピストンのものも）、航空機は2気筒から液冷V型12気筒、X型・H型の24気筒、空冷四重星型の28気筒、上下対向12気筒24ピストンまで様々ある。

### シリンダー配置各種
- 単気筒
- 直列型エンジン
  - 直列2気筒 昔の軽自動車やオートバイ、モーターボートで用いられる
  - 直列3気筒 現在の軽自動車や1.0 L程度の小型車（リッターカー）で主に用いられる
  - 直列4気筒 大衆車/普通自動車、オートバイ、小型プレジャーボートで主に用いられる
  - 直列5気筒 2.0 - 3.5 Lクラスの乗用車・ライトトラック/SUVで主に用いられ、大型自動車では6.0 L超もあった
  - 直列6気筒 2.0 - 5.0 Lクラスの乗用車/ライトトラック/プレジャーボート、6.0 L以上の大型自動車/船舶、10.0 L以上の鉄道車両/船舶で主に用いられる
  - 直列8気筒 第二次世界大戦前の高級車、GTカーやレーシングカーに用いられた他、鉄道車両にも用いられた
  - 直列9気筒 船舶用がほとんどであり、それを流用した発電用もある
- V型エンジン
  - V型2気筒 オートバイで主に用いられる
  - V型3気筒 2ストロークのオートバイで主に用いられる
  - V型4気筒 オートバイで主に用いられる
  - V型5気筒 レース用オートバイ ホンダRC211Vに採用されている
  - V型6気筒 2Lクラス - 3Lクラスの乗用車や航空機に用いられる
  - V型8気筒 3Lクラス - 5Lクラスの乗用車に用いられる
  - V型10気筒 5Lクラス - 6Lクラスの乗用車に用いられる
  - V型12気筒　5Lクラス - 6Lクラスの乗用車に用いられる
- 水平対向 シリンダー配置はバンク角180度のV型エンジンと変わらないが、クランクシャフトの形状が異なり、向かい合うシリンダーのピストンが拳を打ち合うような動きをするもの。
  - 水平対向2気筒 BMW社のオートバイで最も多く使われる。空冷のものが多く、大衆車や軽飛行機にも用いられる
  - 水平対向4気筒 空冷ではフォルクスワーゲンとポルシェのリアエンジン用が有名。スバルのインプレッサやレガシィに積まれるEJ20がこのタイプ。小型航空機にも用いられる。
  - 水平対向6気筒 ポルシェ・911の代名詞。スバルのアルシオーネSVX、ポルシェ911や一部鉄道車両にも使われる。またバイクではホンダのゴールドウイングにも用いられている。
それ以上の気筒の水平対向エンジンが主に鉄道車両に積まれている。
- W型エンジン
  - W型3気筒
  - W型8気筒
  - W型12気筒
  - W型16気筒
- 星型エンジン 航空機に用いられていたが、オートバイなどにもごく一部用いられた